# Vic Hendry
Vic Hendry (* 18. August 1920 als Ludivic Hendry in Cavorgia, Kanton Graubünden; † 17. Dezember 2014 in Schaffhausen) war ein Schweizer Lehrer und Schriftsteller. Seine Werke verfasste er in Bündnerromanisch.

## Leben
Vic Hendry besuchte das Lehrerseminar in Chur und studierte anschliessend an der Universität Zürich und der Universität Freiburg. Er unterrichtete als Sekundarlehrer erst in seiner Heimatgemeinde Tujetsch, dann ab 1960 bis 1985 in Schaffhausen. 1950 heiratete er Zaria Venzin und wurde Vater von vier Kindern.
Vic Hendry war Präsident der 1972 gegründeten Vereinigung Quarta Lingua in Zürich und der Uniun da scripturas e scripturs rumantschs. Hendry verfasste Romane, Erzählungen, Gedichte und Essays.

## Auszeichnungen
- 1992: Gesamtwerkspreis der Schweizerischen Schillerstiftung
- 2001: Kulturpreis des Kantons Graubünden

## Werke
- Tia veglia daventi. Erzählungen. Romania, Trun 1957.
- Spendra nus dil mal. Roman. Romania, Trun 1961.
- Pieder de Pultengia. Roman. Fontaniva, Chur 1964.
- Il fegl digl anticrist. Roman. Desertina, Disentis 1967.
- Riccarda. Kurzgeschichte. Desertina, Disentis 1967.
- Discours cugl assassin. Tagebuch. Desertina, Disentis 1970.
- Il portretist da Tschamut. Biographie. OSL, Chur 1972.
- La resca d’ina amur falida. Novelle. Desertina, Disentis 1973.
- Paun da Spagna. Tagebücher. Desertina, Disentis 1973.
- Ils Saracens vegnan. Roman. Desertina, Disentis 1974.
  - Die Sarazenen kommen. Deutsch von Bernhard von Arx. Meier, Schaffhausen 1976, ISBN 3-85801-002-2.
- Verduras dalla notg. Kurzgeschichten. Desertina, Disentis 1976.
  - Grenzgänge. Erzählungen. Mit 7 Holzschnitten von Hansuli Holzer. Deutsch von Bernhard von Arx. Meier, Schaffhausen 1978, ISBN 3-85801-012-X.
- Baterdegls. Kurzgeschichten. Desertina, Disentis 1980.
- Sur logs sogns. Novelle. Desertina, Disentis 1981.
- Passidas. Kurzgeschichten. Desertina, Disentis 1981.
- En schurnada. Tagebücher. Selbstverlag, Schaffhausen 1983.
- Brevs passas. Selbstverlag, Schaffhausen 1984.
- Sep Mudest Nay. Biographie. OSL, Chur 1984.
- La vegnida. Novelle. Desertina, Disentis 1984.
- Atras claus e clis. Erzählungen. Romania, Trun 1985.
- Paun cucu. Gedichte. Romania, Trun 1990.
- Cun l’auter a pèr. Autobiographie. Romania, Trun 1991.
- Auras. Poesias / Windzüge. Gedichte. Übersetzung und Nachwort von Flurin Spescha. Romania, Trun 1995.
- Praulas e caussas marvigliusas. Desertina, Disentis 1999.
- Il tuc dil zenn grond / Das Läuten der grossen Kirchenglocke. Gasser, Disentis 1999.
- Muments ella natira / Eindrücke aus der Natur. Gedichte und Prosa. Deutsch von Bernhard von Arx. Dettling, Sedrun 1999.
- Allegher – e pietigot. Gedichte. Selbstverlag, Schaffhausen 2004.
- Miu plaid scol suer digl izun. Poesias & essais / Mein Wort mit Waldbeerengeschmack. Deutsch von Bernhard von Arx. Grafische Arbeiten von Matias Spescha. Edition Signathur, Dozwil 2005, ISBN 3-908141-38-9.
- Anemona alva. 20 poesias (mit Übersetzungen ins Deutsche, Französische und Italienische). Edition Signathur, Dozwil 2007, ISBN 978-3-908141-49-5.
- Columnas / Kolumnen. Deutsch von Belinda und Bruno Oetterli. Edition Signathur, Dozwil 2010, ISBN 978-3-908141-74-7.